# Acianthus sinclairii
Lan muỗi lá tim (danh pháp hai phần: Acianthus sinclairii) là một loài thực vật có hoa trong họ Lan. Loài này được Hook.f. mô tả khoa học đầu tiên năm 1853.